# Onychiurus obesus
Onychiurus obesus är en urinsektsart som beskrevs av Mills 1934. Onychiurus obesus ingår i släktet Onychiurus och familjen blekhoppstjärtar. Inga underarter finns listade i Catalogue of Life.